# Villons-les-Buissons
Villons-les-Buissons är en kommun i departementet Calvados i regionen Normandie i norra Frankrike. Kommunen ligger i kantonen Creully som ligger i arrondissementet Caen. År 2022 hade Villons-les-Buissons 834 invånare.

## Befolkningsutveckling
Antalet invånare i kommunen Villons-les-Buissons
Referens:INSEE